# Ministero della Magia
Il Ministero della Magia (Ministry of Magic) è l'istituzione che, nell'universo fantastico della saga di Harry Potter scritta da J. K. Rowling, governa dal punto di vista politico il mondo magico britannico. Il Ministero della Magia visto nella serie di Harry Potter è esclusivamente britannico, ma esistono altre istituzioni simili in altri Paesi del mondo magico.
La sua sede si trova a Londra, nascosta agli occhi dei babbani, ossia la popolazione non magica, in quanto collocata interamente sottoterra. Lo scopo principale del Ministero è quello di tenere il mondo magico nascosto ai babbani. La massima carica in esso presente è il Ministro della Magia, che coordina il lavoro di sette dipartimenti che si occupano di tutti gli aspetti del governo della comunità magica.

## Storia
Sul sito Pottermore l'autrice J. K. Rowling ha dichiarato che il Ministero della Magia è stato istituito, succedendo a istituzioni meno strutturate, nel 1707, quindici anni dopo il varo dello Statuto Internazionale di Segretezza della Magia, quando apparve chiaro che la comunità magica britannica aveva bisogno di un ente governativo centrale e ben organizzato che potesse raggiungere e amministrare più efficacemente una comunità sparpagliata e nascosta. Le questioni della comunità magica sono da allora rimaste appannaggio del Ministero della Magia e non sono mai discusse o influenzate dalla società babbana.
Il Ministero gioca un ruolo secondario nei primi quattro romanzi, venendo presentato indirettamente come luogo di lavoro di alcuni personaggi della serie, tra cui Arthur Weasley, mentre successivamente assume un'importanza primaria nella storia. Nell'Ordine della Fenice, il Ministro Cornelius Caramell e la sua segretaria Dolores Umbridge cercano prima di far condannare Harry Potter per un uso non autorizzato della magia lontano da scuola e in seguito di screditare lui e Albus Silente agli occhi dell'opinione pubblica, in quanto vorrebbero far passare inascoltati i loro appelli sul ritorno di Lord Voldemort. Per ottenere i loro scopi, i due manipolano le notizie pubblicate sulla Gazzetta del Profeta e cercano di estendere il controllo del Ministero su Hogwarts nominando la Umbridge prima insegnante di Difesa contro le Arti Oscure, poi inquisitore supremo ed infine preside della scuola. Dopo la battaglia dell'Ufficio Misteri tra l'Ordine della Fenice e i Mangiamorte, il ritorno di Voldemort viene infine riconosciuto pubblicamente e Caramell è costretto a dimettersi, venendo succeduto da Rufus Scrimgeour. Nei Doni della Morte Voldemort prende il controllo del Ministero uccidendo Scrimgeour e nominando Ministro Pius O'Tusoe, personaggio sotto il suo controllo tramite la maledizione Imperius. Durante il regime di Voldemort il Ministero sostiene le idee di purezza di sangue perseguitando i nati babbani. Nei Doni della Morte viene detto che, dopo la caduta di Voldemort, Kingsley Shacklebolt viene nominato Ministro della Magia ad interim.
In alcune interviste la Rowling ha dichiarato che, successivamente, Kingsley verrà ufficialmente confermato come Ministro e manterrà il ruolo per molti anni. Anche i tre protagonisti otterranno un posto di lavoro al Ministero: Harry come capo del Quartier Generale degli Auror, Ron Weasley anch'egli come Auror, mentre Hermione Granger scalerà i vertici dell'ufficio Applicazione della Legge sulla Magia. Nell'opera teatrale Harry Potter e la maledizione dell'erede, invece, ambientata una ventina di anni dopo la serie di romanzi, Harry è il direttore dell'ufficio Applicazione della Legge sulla Magia e Hermione è il Ministro della Magia.

## Descrizione

Immagine dell'atrio del Ministero della Magia tratta dal film Harry Potter e l'Ordine della Fenice con in primo piano la fontana dei Magici Fratelli

La struttura dove ha sede il Ministero della Magia britannico è nascosta al mondo babbano, essendo situata interamente nel sottosuolo del centro di Londra. È possibile accedervi materializzandosi, tramite una serie di appositi camini usando la metropolvere o attraverso l'ingresso per i visitatori: quest'ultimo si trova in superficie in una cabina telefonica in disuso, che si trasforma in ascensore e scende sottoterra se si compone sul telefono il numero 6-2-4-4-2, ovvero i tasti corrispondenti alla parola "magia" nei telefoni dotati di sistema T9. Sia i camini che l'ingresso visitatori conducono all'atrio, che si trova all'ottavo livello ed è il punto di accesso al Ministero. Qui si trovano il banco della vigilanza, dove ogni visitatore deve farsi identificare e consegnare la bacchetta ad un addetto per un controllo e una schedatura, e la fontana dei Magici Fratelli, che raffigura un mago, una strega, un folletto, un centauro e un elfo domestico interamente d'oro. Nell'Ordine della Fenice la fontana viene distrutta durante la battaglia tra Silente e Voldemort e nei Doni della Morte viene sostituita da due immense statue di pietra di un mago e una strega seduti su troni costituiti da cumuli di babbani, con inciso il motto "La magia è potere". Oltre all'atrio, nel Ministero sono presenti altri nove piani, in cui si trovano i sette dipartimenti, l'Ufficio Misteri e le aule giudiziarie del Wizengamot. I piani sono collegati da numerosi ascensori. Poiché tutto il Ministero si estende sottoterra, le pareti hanno delle finestre incantate che mostrano un paesaggio esterno, e gli addetti alla manutenzione magica decidono che tempo deve fare ogni giorno.
Negli adattamenti cinematografici il Ministero è stato ricreato agli Studi Leavesden, nel set più grande utilizzato per le riprese della serie e che ha richiesto tre mesi di lavoro per essere costruito. Per rendere credibile l'ambientazione, lo scenografo Stuart Craig e il suo team si sono ispirati alle vecchie stazioni della metropolitana di Londra, costruite nei primi anni del Novecento, con colonne classiche e un'abbondanza di piastrelle di ceramica, il tutto nei toni del verde, del rosso e del nero. Per rimarcare anche visivamente che il Ministero è un luogo in cui a partire dall'Ordine della Fenice cominciano a prendere forma vicende sinistre, Craig e il regista David Yates decisero di includere nell'arredamento dell'atrio un grande stendardo con l'effigie del Ministro, che rimanda ai manifesti di propaganda dell'inizio dell'era sovietica.

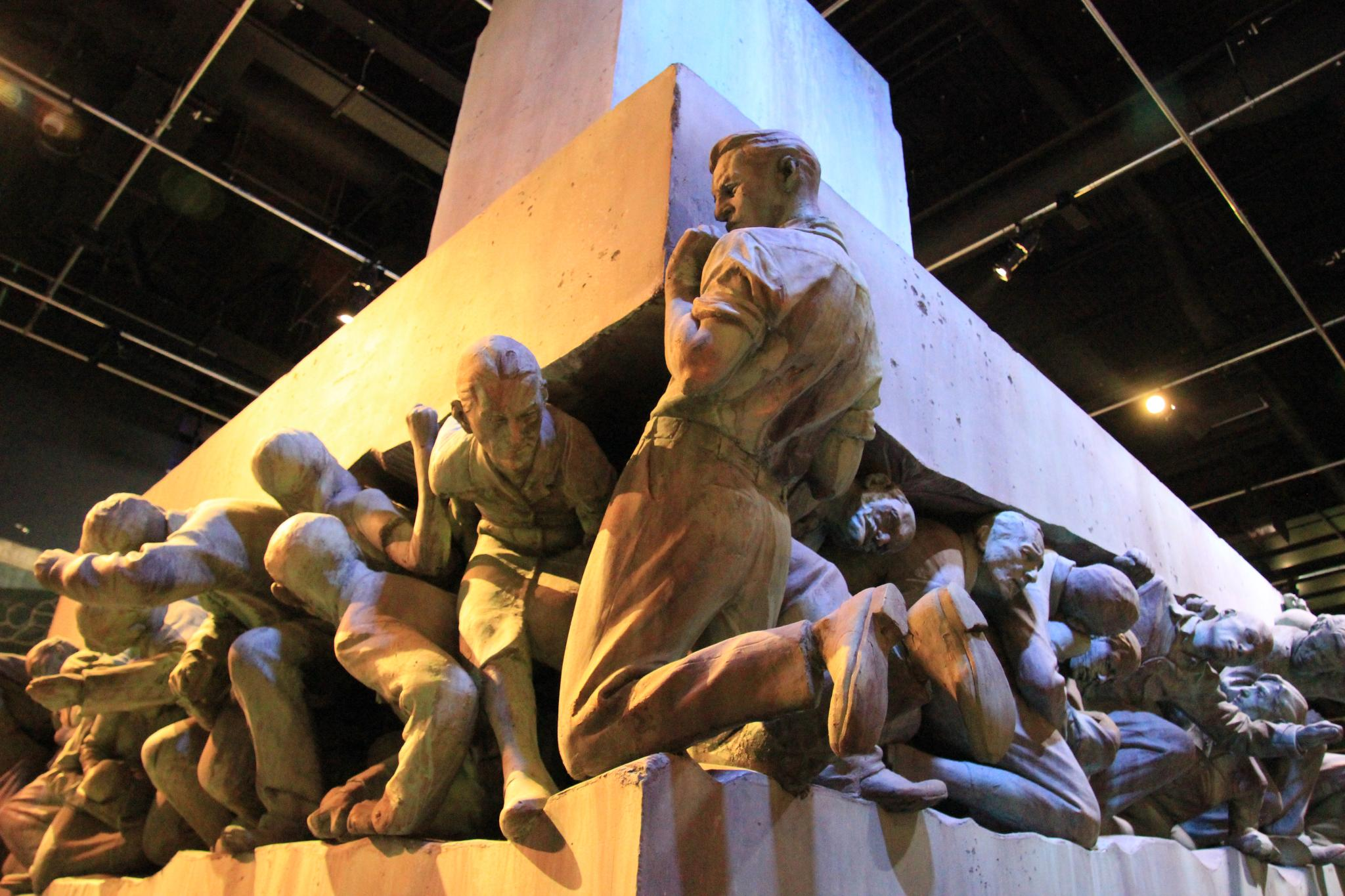
Dettaglio della statua realizzata dal Ministero della Magia nei Doni della Morte, che rappresenta un gruppo di babbani schiacciati dal potere della magia, Studi Leavesden

Il principale ruolo del Ministero della Magia è quello di tenere all'oscuro i babbani dell'esistenza del mondo magico e si occupa, attraverso i suoi vari dipartimenti, di amministrare tutte le questioni relative alla comunità magica, ad esempio nell'ambito della regolazione dei trasporti magici, nella risoluzione degli incidenti causati dalla magia e nelle relazioni con le varie creature magiche. Il Ministero della Magia non ha nessun tipo di legame con le strutture governative babbane e gli unici rapporti tra le due comunità sono limitati ai rispettivi capi di governo: ogni primo ministro britannico babbano riceve infatti, poco dopo il suo insediamento, la visita del Ministro della Magia, il quale lo informa dell'esistenza del mondo magico e gli comunica che sarà allertato nel caso in cui eventi magici di portata eccezionale possano causare ripercussioni sul mondo babbano. Il Ministero della Magia si occupa anche della giustizia, attraverso la corte del Wizengamot, che giudica e sanziona i maghi che non osservano le leggi. I soggetti giudicati colpevoli delle accuse più gravi vengono incarcerati nella prigione di Azkaban e, in casi eccezionali, vengono condannati al bacio del dissennatore.
Dalla storia traspare che il Ministero è tormentato dall'incompetenza e dalla corruzione e che un gran numero di funzionari di alto livello si preoccupa solo di tenersi stretto il proprio ruolo di potere invece che svolgere il proprio lavoro con diligenza. Ne sono un esempio i processi sommari senza diritto di difesa a cui sono sottoposti Sirius Black, Harry e, sotto il regime di Voldemort, molti maghi e streghe che vengono accusati di avere "rubato" la magia in quanto nati babbani, o i tentativi di Cornelius Caramell di insabbiare e negare problemi reali come il ritorno di Voldemort manipolando l'opinione pubblica tramite i giornali per screditare Harry e Silente. Le pressioni che Lucius Malfoy esercita su Cornelius Caramell nella Camera dei segreti per far allontanare Silente e nel Prigioniero di Azkaban per far giustiziare Fierobecco dimostrano inoltre che il Ministero è tutt'altro che esente da favori e ingerenze esterne. L'inefficienza del Ministero è resa evidente nella sua impotenza nel reagire al clima di terrore stabilito da Voldemort e dai suoi Mangiamorte e nell'incapacità di generare un carisma o di ispirare fiducia nella comunità magica, impresa nella quale riescono invece Silente e Harry. La Rowling ha dichiarato che l'inefficienza, la discriminazione e la corruzione sono proprio le criticità che Kingsley, Harry, Ron e Hermione riescono ad alleviare quando iniziano a lavorare al Ministero.

## Dipartimenti

### Ufficio del Ministro della Magia
Il primo livello ospita l'ufficio del Ministro della Magia e del personale di supporto a lui delegato. Il Ministro della Magia è la massima autorità governativa del mondo magico britannico, a cui spetta la gestione e il controllo del Ministero, oltre ad altri incarichi di rilevanza, fra cui la nomina al Wizengamot. Il capo di governo è eletto democraticamente almeno ogni sette anni; un Ministro può venire riconfermato nel suo ruolo per un periodo indeterminato. Tra il personale di supporto, due delle cariche citate nei libri sono il Sottosegretario anziano e l'Assistente del Ministro.
Durante la storia si succedono quattro Ministri:
- Cornelius Caramell, in carica da poco prima dell'inizio della storia al termine dell'Ordine della Fenice, quando è costretto a rassegnare le dimissioni in seguito all'aver negato per un anno intero il ritorno di Lord Voldemort;
- Rufus Scrimgeour, in carica durante Il principe mezzosangue e l'inizio dei Doni della Morte, quando viene ucciso da Voldemort, che si appropria così del Ministero;
- Pius O'Tusoe, in carica nei Doni della Morte, controllato da Voldemort tramite la maledizione Imperius;
- Kingsley Shacklebolt, insediato come Ministro ad interim subito dopo la caduta di Voldemort e in seguito confermato in via permanente.[1]

Nell'opera teatrale Harry Potter e la maledizione dell'erede la carica di Ministro della Magia è ricoperta da Hermione.

### Ufficio Applicazione della Legge sulla Magia
Il secondo livello ospita l'ufficio Applicazione della Legge sulla Magia (Department of Magical Law Enforcement). Il reparto si occupa di giustizia, controllando che le leggi della comunità magica non vengano trasgredite e sanzionando i colpevoli quando ciò accade. Ne fanno parte l'ufficio per l'Uso Improprio delle Arti Magiche, l'ufficio per l'Uso Improprio dei Manufatti dei Babbani, il Quartier Generale degli Auror e il tribunale magico Wizengamot. All'inizio della serie il dipartimento è guidato da Amelia Bones, la quale viene rimpiazzata da Pius O'Tusoe dopo che Voldemort la assassina all'inizio del Principe mezzosangue. Dopo la promozione di O'Tusoe a Ministro della Magia nei Doni della Morte, il Mangiamorte Yaxley è nominato direttore dell'ufficio; non si sa chi gli succederà dopo la sconfitta di Voldemort. Nell'opera teatrale Harry Potter e la maledizione dell'erede, l'Ufficio Applicazione della Legge sulla Magia è diretto da Harry Potter.

#### Ufficio per l'Uso Improprio delle Arti Magiche
L'ufficio per l'Uso Improprio delle Arti Magiche (Improper Use of Magic Office) si occupa di trasgressioni allo Statuto Internazionale di Segretezza della Magia, punendo i maghi e le streghe che si rendono responsabili di utilizzi della magia in presenza di babbani. Ulteriore compito dell'ufficio è vegliare sul rispetto del Decreto per la Ragionevole Restrizione delle Arti Magiche tra i Minorenni. Ai maghi e alle streghe minorenni, infatti, è vietato l'uso della magia al di fuori dell'ambiente scolastico, tranne che in casi di emergenza, per evitare il rischio di incidenti derivanti dalla scarsa esperienza dei soggetti o dall'assenza di controllo. Per facilitare il suo lavoro di sorveglianza, l'ufficio pone su ogni mago minorenne un incantesimo chiamato Traccia, che tiene costantemente sotto controllo l'attività magica e la posizione del soggetto, permettendo al Ministero di intervenire immediatamente in caso di infrazioni. La Traccia svanisce automaticamente al compimento del diciassettesimo anno di età e non può essere imposta in alcun modo ai maghi maggiorenni.

#### Ufficio per l'Uso Improprio dei Manufatti dei Babbani
L'ufficio per l'Uso Improprio dei Manufatti dei Babbani (Misuse of Muggle Artifacts Office) si occupa di casi che hanno a che fare con oggetti babbani sottoposti illegalmente a magia. Nel reparto lavorano unicamente Arthur Weasley e il suo anziano collega Perkins. L'ufficio è molto piccolo e trasandato e sembra rivestire poca importanza all'interno del Ministero. Nei libri, le situazioni più frequenti che coinvolgono l'ufficio riguardano oggetti stregati per compiere scherzi magici o veri e propri attacchi ai danni dei babbani, ad esempio chiavi che quando vengono cercate dal proprietario rimpiccioliscono fino a non essere più visibili, maniglie che mordono le mani a chi le afferra o gabinetti stregati in modo che, quando si tira lo sciacquone, l'acqua, invece di scendere, sale e trabocca.

#### Quartier Generale degli Auror
Il Quartier Generale degli Auror (Auror Office) riunisce gli Auror, ovvero i professionisti ministeriali che combattono le Arti Oscure ed i loro sostenitori. Situato nel secondo livello, il dipartimento è costituito da una serie di uffici a cubicolo. Durante la prima ascesa di Voldemort e dei Mangiamorte gli Auror vennero autorizzati dall'allora direttore dell'ufficio Applicazione della Legge sulla Magia Barty Crouch a fare ricorso alle maledizioni senza perdono per catturare, torturare o uccidere i loro avversari, con pratiche così drastiche come quelle che si intendevano combattere. Gli Auror sono anche impiegati a protezione di obiettivi sensibili, come Harry Potter, Hogwarts o il primo ministro babbano.
Trattandosi di un lavoro della massima importanza, per poter diventare Auror è necessario possedere ottime credenziali e ottenere non meno di cinque M.A.G.O. con votazioni non inferiori a "O" negli esami finali a Hogwarts. I candidati vengono sottoposti a un duro addestramento della durata di tre anni, durante i quali si svolgono prove pratiche e teoriche e viene testata la loro capacità di reagire bene sotto pressione e la loro abilità nella difesa dai pericoli. Gli Auror descritti nella serie sono: Rufus Scrimgeour, capo dell'ufficio degli Auror che diventa Ministro della Magia nel Principe mezzosangue, Alastor Moody, uno degli Auror di punta del Ministero ormai in pensione nel Calice di fuoco, Ninfadora Tonks e Kingsley Shacklebolt. Hanno svolto questa professione anche James e Lily Potter, poi uccisi da Voldemort, e Frank e Alice Paciock, prima di essere torturati fino a perdere il senno dai Mangiamorte. Anche Harry intende diventare Auror dopo aver finito gli studi.

#### Wizengamot
Il Wizengamot è un organismo che riunisce le funzioni di tribunale supremo e di parlamento dei maghi. La sua fondazione precede l'istituzione del Ministero stesso. È composto da una cinquantina di maghi e streghe, che durante le riunioni indossano delle vesti color prugna con una W d'argento impressa. Albus Silente ha ricoperto la posizione di presidente del Wizengamot per cinquant'anni, fino a quando, nell'Ordine della Fenice, a causa di frizioni con il Ministero, viene sollevato dal suo incarico, per poi venire riabilitato e reintegrato nella carica al termine del libro. Sembrano farne parte anche personalità politiche di primo piano, come il Ministro della Magia o il capo dell'ufficio Applicazione della Legge sulla Magia. Durante e dopo la prima ascesa di Voldemort il Wizengamot si è occupato di svolgere i processi ai Mangiamorte o ai presunti tali. Nell'Ordine della Fenice Harry viene giudicato dal tribunale per aver usato la magia pur essendo minorenne e in presenza del cugino babbano Dudley Dursley, in un processo pilotato da Dolores Umbridge per screditarlo, venendo infine assolto da ogni accusa.
Il Wizengamot conferisce anche l'Ordine di Merlino, un'onorificenza di cui vengono insigniti maghi e streghe che si sono distinti per aver compiuto imprese rilevanti all'interno della comunità magica. Si tratta di una medaglia dorata con un nastro colorato. A seconda dei meriti il riconoscimento è di Prima (verde), Seconda (viola) o Terza Classe (bianco). La Prima Classe viene conferita per "gesti di eccezionale coraggio o importanza", la Seconda per "cimenti o imprese fuori dal comune" e la Terza per coloro che "hanno arricchito il tesoro scientifico, culturale o ricreativo".

### Dipartimento delle Catastrofi e degli Incidenti Magici
Il terzo livello è occupato dal dipartimento delle Catastrofi e degli Incidenti Magici (Department of Magical Accidents and Catastrophes), che si occupa di riparare danni e incidenti causati dalla magia. Ne fanno parte la Squadra Cancellazione della Magia Accidentale, il Quartier Generale degli Obliviatori e il Comitato Scuse ai Babbani. La Squadra Cancellazione della Magia Accidentale è chiamata a intervenire per rimediare a usi incontrollati o effetti collaterali della magia, ad esempio quando Harry gonfia Marge Dursley nel Prigioniero di Azkaban o nei casi di "spaccamento" durante la materializzazione. Il Quartier Generale degli Obliviatori raccoglie gli impiegati ministeriali detti Obliviatori, i quali si occupano di modificare la memoria ("obliviare") dei babbani che hanno assistito a prove dell'esistenza della magia, in modo da tenere l'esistenza del mondo magico sempre nascosta. Il Comitato Scuse ai Babbani, infine, si occupa di spiegare gli incidenti di natura magica ai babbani tramite motivazioni plausibili per loro quando le persone coinvolte sono tante, quindi obliviare sarebbe troppo dispendioso o infattibile.

### Ufficio Regolazione e Controllo delle Creature Magiche
Il quarto livello è occupato dall'ufficio Regolazione e Controllo delle Creature Magiche (Department for the Regulation and Control of Magical Creatures), preposto alla gestione dei rapporti con le creature magiche e a nasconderle ai babbani. È formato da tre divisioni principali (Esseri, Bestie e Spiriti), dall'ufficio delle Relazioni con i Folletti e dallo Sportello Consulenza Flagelli. In questo ufficio, nel Prigioniero di Azkaban, in seguito alle pressioni esercitate da Lucius Malfoy, si decreta la soppressione dell'ippogrifo Fierobecco, che verrà però salvato dai tre protagonisti.

### Ufficio per la Cooperazione Magica Internazionale
Il quinto livello costituisce l'ufficio per la Cooperazione Magica Internazionale (Department of International Magical Cooperation). Fondato attorno al 1805, il reparto si occupa principalmente di politica estera, di relazioni magiche internazionali, dei rapporti con altri governi magici nel mondo e di accordi commerciali. È formato dal Corpo delle Convenzioni dei Commerci Magici Internazionali, dall'Ufficio Internazionale della Legge sulla Magia e dai seggi britannici della Confederazione Internazionale dei Maghi. Ne è stato direttore Barty Crouch dopo il sollevamento dall'incarico di giudice del Wizengamot.

### Ufficio del Trasporto Magico
L'ufficio del Trasporto Magico (Department of Magical Transportation) si trova al sesto livello e gestisce le varie forme di trasporto magico. I vari reparti che raccoglie sono l'Autorità della Metropolvere, il Controllo Regolativo delle Scope, l'Ufficio Passaporta e il Centro Esami di Materializzazione.

### Ufficio per i Giochi e gli Sport Magici
Costituito nel 1750, l'ufficio per i Giochi e gli Sport Magici (Department of Magical Games and Sports) occupa il settimo livello e gestisce le attività sportive e ludiche dei maghi e i grandi eventi a esse legati. È formato dal Quartier Generale della Lega Britannico-Irlandese del Quidditch, dal Club Ufficiale di Gobbiglie e dall'Ufficio Brevetti Ridicoli. Lo dirige per un certo periodo Ludo Bagman, celebre ex giocatore di Quidditch.

### Ufficio Misteri
Il nono livello è occupato dall'Ufficio Misteri (Department of Mysteries). Si tratta di un reparto di ricerca in cui si studiano i fenomeni relativi ai più grandi misteri irrisolti della magia, come l'amore, il pensiero, la vita, la morte e il tempo. L'entrata è costituita da una stanza circolare con pavimento e pareti neri, su cui si affacciano una dozzina di porte nere senza maniglia. Quando una di queste porte viene aperta e poi richiusa, la stanza gira vorticosamente su sé stessa per alcuni secondi, impedendo di ritrovare la porta precedente. Coloro che lavorano nell'Ufficio Misteri sono chiamati Indicibili (Unspeakables), in quanto le loro esatte mansioni sono segrete e non possono rivelare a nessuno ciò che fanno sul posto di lavoro, neppure agli altri dipendenti del Ministero.
Solo alcune delle stanze che compongono l'Ufficio Misteri vengono descritte:
- La Stanza dei Cervelli (Brain Room): in questa stanza si studia la memoria. Si presenta piccola e di forma rettangolare, con al centro una grande vasca di cristallo ripiena di un liquido verde scuro, nel quale galleggiano dei cervelli umani contenenti ricordi importanti. Essi sono particolarmente aggressivi e sono in grado di aggredire le persone che vi si avvicinano con delle specie di filamenti argentei che immettono nella mente dei malcapitati ricordi non propri, cosa che li porta a impazzire.[38]
- La Stanza della Morte (Death Chamber): questa stanza ha la forma di un anfiteatro con grossi gradoni di pietra. Nel centro, in fondo, si trova un arco di pietra, a cui è appeso un velo nero che oscilla e da cui provengono strane voci, udibili solo da alcune persone. Questo arco connette il mondo dei vivi e dei morti. Durante la battaglia dell'Ufficio Misteri, dopo essere stato colpito da un incantesimo di Bellatrix Lestrange, Sirius Black trapassa il velo, scomparendo per sempre.[38]
- La Stanza dell'Amore (Love Chamber): in questa stanza viene studiato il segreto dell'amore, presente in essa allo stato puro. È chiamata anche la Stanza Sempre Chiusa (Ever-Locked Room) in quanto la sua porta di accesso è sigillata e né incantesimi né oggetti magici destinati all'apertura delle porte riescono ad aprirla.[38]
- La Stanza dello Spazio (Space Chamber): è una stanza buia dalle dimensioni indefinite in cui galleggiano delle miniature di pianeti; certe volte anche i visitatori galleggiano.[38]
- La Sala del Tempo (Time Room): questa stanza ha le pareti completamente ricoperte di orologi di ogni tipo. In fondo alla sala troneggia una campana di vetro in cui un colibrì continua ciclicamente a uscire dall'uovo, crescere, tornare piccolo e rientrare nell'uovo. Nella stanza si trovano anche tutte le giratempo esistenti, che vengono distrutte durante la battaglia dell'Ufficio Misteri.[38]
- La Stanza delle Profezie (Hall of Propercy): questa alta e vasta stanza è interamente occupata da scaffali ricoperti da sfere di vetro contenenti le profezie. Vi si accede da una porta presente nella Sala del Tempo. Le profezie sono registrazioni di predizioni enigmatiche fatte da un veggente. Le uniche persone che possono toccare una profezia sono il custode della Stanza delle Profezie e le persone a cui la profezia in questione si riferisce; Silente afferma che gli incantesimi che proteggono le profezie sono così potenti che, se una persona diversa da quella a cui si riferisce la profezia provasse a toccarla, subirebbe gravi lesioni mentali e finirebbe per impazzire. Nella fila 97 si trova la profezia pronunciata da Sibilla Cooman riguardo a Harry e a Voldemort. Grazie all'inganno, il mago oscuro riesce a far ritirare la profezia a Harry scatenando la battaglia dell'Ufficio Misteri tra l'Ordine della Fenice e i Mangiamorte, durante la quale la stanza viene messa a soqquadro e molte profezie vengono distrutte.[38]

## Accoglienza e impatto culturale
La critica riconosce alla Rowling il merito di aver creato, con il Ministero della Magia, un ritratto "stridente ed efficace" di un'istituzione politica oberata dalla burocrazia, senza una ripartizione o un controllo del potere e colma di funzionari che inseguono solo il proprio tornaconto personale. Jennifer Barnett di People's Weekly World e Julia Turner di Slate vi hanno letto una critica velata alle amministrazioni del presidente statunitense George W. Bush e del primo ministro britannico Tony Blair, contemporanee all'uscita della serie. La Rowling ha ammesso che la gerarchia, l'ipocrisia, il settarismo e l'estremismo del Ministero sono un'eco dei regimi realmente esistiti e che, con la loro rappresentazione negativa del potere, i libri di Harry Potter costituiscono un appello alla tolleranza e all'apertura mentale, e trasmettono il messaggio che «i giovani devono mettere in discussione l'autorità e non devono partire dal presupposto che le istituzioni o la stampa dicano loro tutta la verità».
Uno dei gruppi di wizard rock più conosciuti, i Ministry of Magic, prende il nome dall'organizzazione.